# Sanzy Viany
Sanzy Viany, de son véritable nom Sandrine Dzinguene, est une chanteuse camerounaise née le 27 mars à Yaoundé.  
Elle a été finaliste du Prix Découvertes RFI en 2010 et en 2015. Sanzy Viany compte trois albums solo : le premier Akouma est sorti en 2009, le second Ossu en 2014 et le troisième Ngaaga Yama est sorti en 2020. Elle embrasse une carrière d'actrice en 2020 avec un rôle principal dans la série Les secrets de l'amour de Benjamin Eyaga. En 2021, elle est en tournage du côté du Congo dans le film Mayouya de la réalisatrice Claudia Yoka.

## Biographie
Sanzy Viany est née à Yaoundé d'un père pasteur et d'une mère chantre. Son nom de scène Sanzy est une anagramme de San-drine et D-zi-nguene. Viany représente le Soleil en langue eton, sa langue maternelle.

### Jeunesse et débuts (1995–2010)
Sanzy Viany commence la musique à l'âge de neuf ans. Elle monte sur scène pour la première fois  à 15 ans,  aux côtés de Sultan Oshimihn, chanteur de reggae camerounais. Elle travaille en tant que choriste en studio et multiplie les scènes. En 2007, elle commence à composer pour son futur album Akouma. La même année, encouragée par le rappeur Krotal, elle participe au festival Massao.
En 2009, elle se fait un nom sur la scène camerounaise et internationale. Son premier album Akouma porté par des titres tels que Me Teug et Minga Atan voit le jour. Un album connait un grand succès et lui vaut des distinctions de l'année 2009 au festival des musiques bantoues Festi Bikutsi. Les scènes se multiplient : elle se produit entre autres au Bénin en 2009 et 2010.
Dans la foulée, Sanzy Viany rejoint le projet de comédie musicale Daughters of Africa avec laquelle elle fait une tournée aux Pays-Bas.

### Collaborations et deuxième album (2011-2016)
Sanzy Viany fait par ailleurs de nombreuses rencontres et travaille avec des artistes de renom  comme Henri Dikongué, Krotal, Queen Eteme, Sissy Dipoko,  Bébé Manga, Manu Dibango, Kareyce Fotso, Ismaël Lô, Amy Koita ou encore Monique Séka.
En 2014, elle revient avec un second album intitulé Ossu porté par le titre éponyme, qui en langue eton signifie « aller de l’avant ».
Avec ce deuxième album, elle représente le Cameroun à l’African Zik Festival au Zénith de Paris. Elle produit par la suite le spectacle Light and Voice qui met en valeur la voix comme premier instrument. En 2015, elle est une fois de plus finaliste du Prix Découvertes RFI représentant ainsi le Cameroun à ce concours. La chanteuse y met en avant les titres Ossu et Sitima issus de son deuxième opus.
Le 10 septembre 2016, elle chante à l’Olympia de Paris en première partie du concert de sa compatriote Charlotte Dipanda. Le spectacle Ossu on Stage est présenté le 7 novembre de la même année à l’auditorium de la cité internationale des arts de Paris.

## Influences musicales
Sanzy Viany définit son style musical comme de l’Ethno World Music. C’est un mélange de rythmes camerounais, notamment du Bikutsi, et de sonorités venues d’ailleurs telles que la Soul, le Blues ou le jazz.

## Discographie

### Albums
- 2009 : Akouma
- 2014 : Ossu
- 2020: Ngaaga Yama

## Prix et récompenses
- 2009: Révélation de l'année au Festi Bikutsi
- 2010: Révélation Féminine 2009 des « Mvets d’Or » de la Cameroon Radio Television